# Actinia curta
Actinia curta is een zeeanemonensoort uit de familie Actiniidae. De anemoon komt uit het geslacht Actinia. Actinia curta werd in 1846 voor het eerst wetenschappelijk beschreven door Drayton in Dana. 